# Crucifix de Pacino di Buonaguida
Le Crucifix de Pacino di Buonaguida  est un crucifix peint a tempera et or sur panneau de bois, réalisé au début du Trecento par Pacino di Bonaguida et  exposé dans l'église Santa Felicita de Florence.

## Description
Le crucifix peint est conforme aux représentations monumentales du Christ en croix de l'époque post-giottesque, à savoir le Christ mort sur la croix en position dolens (souffrant) : 
- le corps tombant,
- le ventre proéminent débordant sur le haut du périzonium,
- la tête aux yeux clos penchée touchant l'épaule,
- les côtes saillantes,
- les plaies sanguinolentes,
- les pieds superposés.

Plusieurs scènes accompagnent le Christ en croix :
Les extrémités gauche, droite et haute ne  comportent plus de scènes qui semblent avoir été détachées.
Seul le soppedaneo de forme trapézoïdale au pied de la croix en simulacre du Golgotha figure avec le crâne d'Adam.
Le fond du panneau des flancs du Christ est à motifs répétés sur or.